# قزل يول
قزل‌ يول هي قرية في مقاطعة خدا أفرين، إيران. عدد سكان هذه القرية هو 239 في سنة 2006.